# Google Marketing Platform
Google Marketing Platform és una plataforma de publicitat online i anàlisi desenvolupada per Google i llançada el 24 de juliol de 2018. Google Màrqueting Platform és utilitzat principalment per grans anunciants per comprar anuncis a Internet.
Google Ads (llançat el 2000) i Google Ad Manager (llançat el 2010) no formen part de Google Marketing Platform. Les tres marques són eines complementàries que es dirigeixen a diferents tipus de compradors de publicitat i presenten característiques lleugerament diferents. No obstant això, la incorporació de Google Marketing Platform a les ofertes anteriors de Google causa molta confusió entre les persones que busquen comprar anuncis a través de Google.

## Serveis
Google Marketing Platform inclou els serveis següents:
- Display & Video 360 (plataforma del costat de la demanda)
- Search Ads 360 (publicitat de cerca)
- Campaign Manager 360 (gestió i mesurament d'anuncis)
- Google Analytics 360 (anàlisi web)
- Google Tag Manager (gestió d'etiquetes)
- Google Optimize (anàlisi web)
- Looker Studio, anteriorment Google Data Studio (anàlisi web)

## Accessibilitat
Per accedir a les eines de Google Màrqueting Platform, els especialistes han d'aprovar les certificacions adequades i les empreses han de tenir especialistes certificats a la seva plantilla o com a contractistes. Google proporciona una llista d'agències que han passat la certificació per a certs components de la plataforma, així com agències que tenen dret a vendre directament. accés a eines.